# 俺答封贡
俺答封貢發生於隆慶四年（1570年），是明朝少數以非軍事手段解決與外族敵對關係的事件。明朝中央內閣官大臣張居正和高拱，以及地方上的宣大總督王崇古及大同巡撫方逢時趁把漢那吉因與其祖父漠南蒙古強權首領俺答起了家事爭執而投奔明朝的機會，讓明朝與俺答汗達成了封貢及互市的協議，結束了近二百年的敵對狀態。明朝又藉機剷除包括白蓮教領袖趙全在内的八位投奔韃靼的漢人，削弱了韃靼進攻明朝的能力。

## 背景

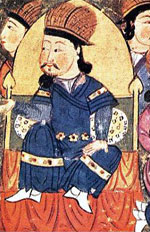
俺答汗

把漢那吉是俺答的孫兒。自其父鐵背台吉死後，他就被俺答的大夫人（一克哈屯）所照顧。把漢那吉成年後，又為他娶妻把漢比吉。因俺答汗强娶鄂尔多斯一女子为妾，将其孙把汉那吉所娶之兀慎部女子嫁给了鄂尔多斯部作为补偿。把漢那吉不滿，並與阿力哥等十餘人，趕到大同長城邊界要求大同巡撫接見。在宣大總督王崇古堅持下明朝受降，並厚待之，俺答其後追至，得知那吉未死，大喜，著手談判營救。

### 明朝態度
韃靼戰力雖強，但文化不高，因此在明初一直未成氣候。龍大有誣俺答汗使者為間諜凌遲處死而升官。但在居於板升的趙全等幫助下，韃靼有了很強的組織力。趙全一幫「多略善謀……教虜疏計諜，校人畜，益習兵事」，由是令「諸鎮疲於奔命」。他們如張居正言，當時明朝有兩患：「東患在屬夷，西患在板升。二患不除，我終無安枕之日！然西事稍易，宜先圖也」。韃靼，在張居正眼中還不如趙全等人。對明政府而言，趙全的所為實際上是為韃靼創製成文的官制及法律，一旦成事，韃靼將會变成了拥有秩序的国家，从野蛮走向文明，並且可以不断吸收周围的部族和人民，扩张势力，成為中原的大患。因此明政府要求俺答「自當卑詞效款，或斬吾叛逆趙全等之首，盟誓於天」。不過明政府對俺答封貢歸順，其實是沒有什麼把握，畢竟在與明朝的對抗中，俺答也絕少戰敗。

### 俺答處境
俺答畢竟偏愛把漢那吉這個孫子，因此他才會直奔至大同索人。俺答對於那吉降明不斷有「日夜恐中國戕其孫」的感覺。對於明朝「討漢奸」的要求，不如其孫子的安危來得重要：「我不為亂，亂由全等。今吾孫降漢，是天遣之合也。天子幸封我為王，永長北方，諸部孰敢為患……彼受朝廷厚恩，豈敢負耶？」而且在俺答角度，他們入侵明朝北邊其實也只為搶略，此後若是接受封貢稱臣，失去趙全一班軍師，雖有損戰力，但有互市在後頭，還能有大明這個大靠山，對俺答而言是相當有利的條件。而互市之作用，在於安定外族之民：「故虜使於乞和之初，即有求討鍋布之懇。必須許以市易，以有易無，則和好可久，而華夷兼利。」至此，俺答實無反對之理。

## 結果
俺答封貢於次年隆慶四年（1570年）成事，俺答收捕赵全和李自馨等九人引渡明朝，第二天明朝送把汉那吉出境。赵全等人被执送京师，于当年十二月斩首处死。
明朝封俺答为顺义王，开放十一处边境贸易口岸，使蒙古人能通過貿易獲得中國資源。而對中國的好處是明朝到滅亡為止，的確不用兵革。雖北邊亦有說「俺答既入貢，邊防大馳，軍餉皆入帥囊。啗寇之外，間以遺京。近邊之卒，餒瘠無復有生理。而板升生齒日繁，強硬無賴，議者憂之」，但在大明的歷史上至少已經達到止戰之效，因此俺答封貢實為成功。